# Geelong Korea
Geelong Korea ist ein professionelles Baseballteam aus der australischen Stadt Geelong. Das Franchise gehört seit der ABL-Saison 2018/19 der Southwest Division der Australian Baseball League an und besteht ausschließlich aus südkoreanischen Profispielern. Geelong Korea ist somit das erste in Australien beheimatete professionelle Sportteam, mit ausschließlich auswärtigen Spielern.

## Geschichte
Mit einer Population von über 50 Millionen und einem ausgeprägten Baseballkult sowie der KBO League, einer der weltweit erfolgreichsten Baseball-Profiligen, bestand bereits seit der Neugründung der Australian Baseball League im Jahr 2010 gesteigertes Interesse an einer Kooperation der Liga mit dem südkoreanischen Profisport. Im Juni 2018 wurde bestätigt, dass ein Team mit ausschließlich südkoreanischen Spielern in Geelong etabliert werden soll. Das erste Heimspiel des Teams soll am 22. November 2018 stattfinden. Der Bundesstaat Victoria sagte für die Gründung des Teams und die Beherbergung der südkoreanischen Spieler und Medienvertreter finanzielle Unterstützung zu. Am 5. Oktober 2018 wurde das offizielle Logo des Vereins präsentiert.

## Kader
Stand: 29. Oktober 2018

## TV-Übertragung
Alle 40 Spiele des Teams sollen in der ABL-Saison 2018/19 sowohl in Australien als auch in Südkorea live ausgestrahlt werden.